# 정연 (가수)
정연(본명: 유정연, 1996년 11월 1일~)은 대한민국의 가수로, JYP 엔터테인먼트 소속 걸 그룹 트와이스의 멤버이다.

## 학력
- 정자초등학교 (졸업)
- 이목중학교 (졸업)
- 압구정고등학교 (졸업)

## 생애

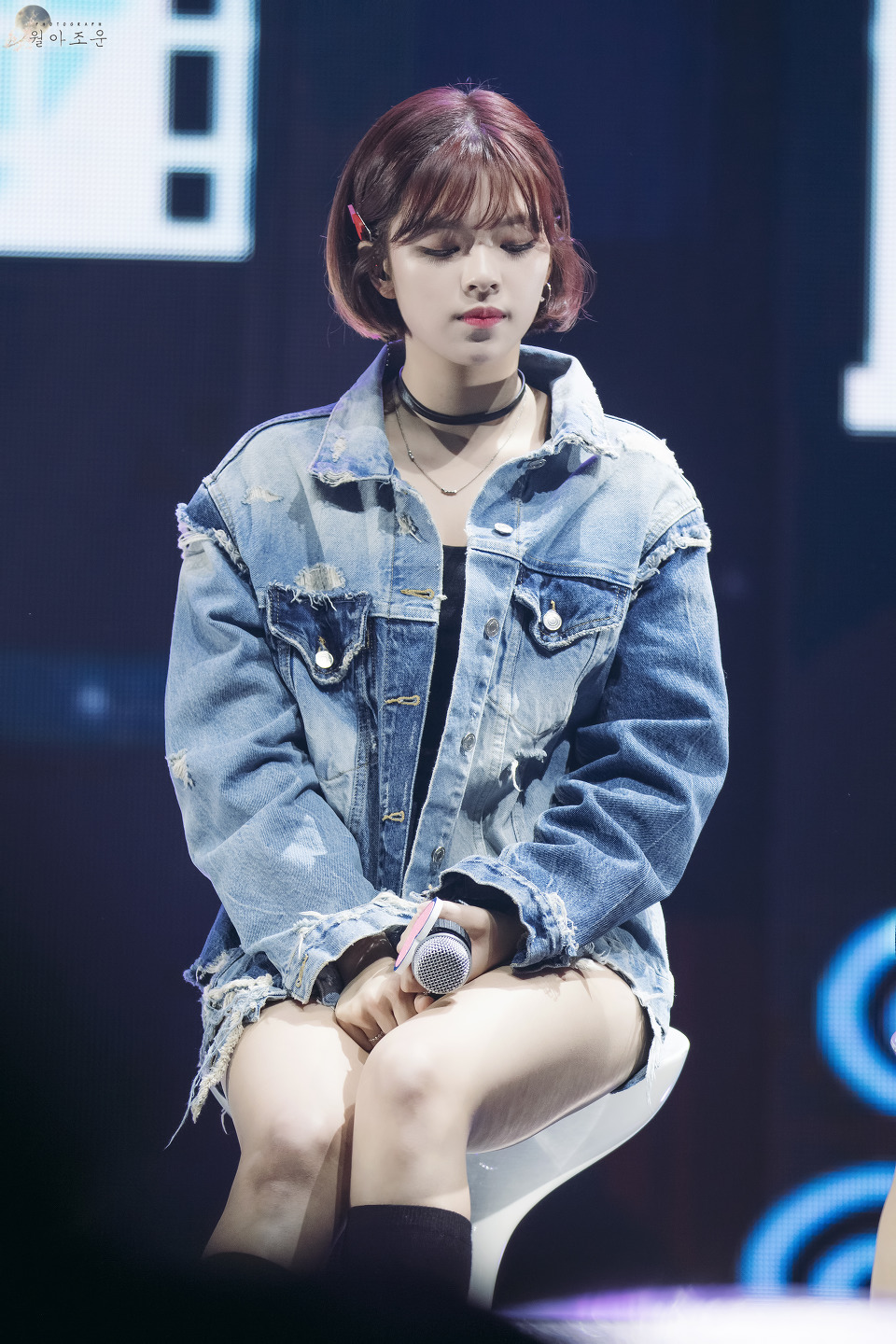
LIKEY 쇼케이스에서의 정연

정연은 1996년 11월 1일 대한민국 경기도 수원시에서 태어났다. JYP 연습생 공채 6기 현장 공개오디션에서 합격하였고, 2015년 10월 걸그룹 트와이스의 구성원으로 데뷔하였다. 배우 공승연의 동생이다.

## 출연 작품

### 예능
| 연도   | 방송사 | 제목                                            | 역할                    | 날짜                             |
| ------ | ------ | ----------------------------------------------- | ----------------------- | -------------------------------- |
| 2015년 | Mnet   | SIXTEEN                                         | 참가자                  |                                  |
| 2016년 | KBS2   | 개그콘서트 '호불호' 코너                        | 특별 출연 (나연, 쯔위)  | 1월 3일                          |
| 2016년 | KBS2   | 유희열의 스케치북                               |                         | 1월 22일                         |
| 2016년 | KBS2   | 열린음악회                                      |                         | 1월 31일                         |
| 2016년 | KBS2   | 설특집 우리는 형제입니다                        | 게스트 출연             | 2월 8일, 2월 9일                 |
| 2016년 | KBS2   | 머슬퀸 프로젝트                                 | 게스트 출연             | 2월 9일                          |
| 2016년 | KBS2   | 본분 금메달                                     | 게스트 출연             | 2월 10일                         |
| 2016년 | KBS2   | 개그콘서트 '가족 같은' 코너                     | 특별 출연 (나연, 쯔위)  | 5월 1일                          |
| 2016년 | KBS2   | 언니들의 슬램덩크                               |                         | 5월 13일                         |
| 2016년 | KBS2   | 불후의 명곡 - 전설을 노래하다 조경수, 함중아 편 |                         | 5월 21일                         |
| 2016년 | KBS2   | 우리동네 예체능                                 |                         | 5월 24일                         |
| 2016년 | SBS    | 정글의 법칙 in 뉴칼레도니아                     | 게스트 출연             |                                  |
| 2016년 | SBS    | 인기가요                                        | MC (공승연, 김민석)     | 2016년 7월 3일 ~ 2017년 1월 22일 |
| 2016년 | JTBC   | 냉장고를 부탁해                                 | 게스트 출연             |                                  |
| 2016년 | JTBC   | 잘 먹겠습니다                                   | 게스트 출연             |                                  |
| 2016년 | MBC    | 황금어장 라디오스타                             | 게스트 출연             |                                  |
| 2017년 | KBS2   | 유희열의 스케치북 '안녕 스무살' 편              |                         | 2월 25일                         |
| 2017년 | KBS2   | 언니들의 슬램덩크 2                             |                         | 3월 17일                         |
| 2017년 | KBS2   | 대국민 토크쇼 안녕하세요                        |                         | 6월 5일                          |
| 2017년 | JTBC   | 한끼줍쇼                                        | 게스트 출연             | 11월 8일                         |
| 2017년 | KBS2   | 뮤직뱅크                                        | 스페셜 MC (사나)        | 11월 24일                        |
| 2018년 | KBS2   | 대국민 토크쇼 안녕하세요                        |                         | 4월 9일                          |
| 2018년 | KBS2   | 뮤직뱅크 in 칠레                                | MC (박보검과 공동 진행) | 4월 11일                         |
| 2024년 | 유튜브 | 감별사                                          | MC                      |                                  |
| 2024년 | 유튜브 | 집대성                                          | 게스트 출연             | 12월 27일                        |

### 광고
- 2011년 - 닌텐도 Wii 저스트 댄스 2 (나연과 함께)
- 2015년 - LG유플러스 LTE 비디오포털

### 뮤직비디오
- GOT7 - Girls Girls Girls (2014년)

### 작사
- LOVE LINE (2017)
- SWEET TALKER (2018)
- LALALA (2018)
- SWEET SUMMER DAY (2020)

## 수상 내역
| 연도 | 시상식       | 부문        | 작품     | 결과 | 비고  |
| ---- | ------------ | ----------- | -------- | ---- | ----- |
| 2016 | SBS 연예대상 | 여자 신인상 | 인기가요 | 수상 | [ 4 ] |